# 7 Vidas
7 Vidas foi uma série de televisão portuguesa, transmitida pela SIC entre 2006 e 2009. Se trata de uma adaptação da série original de 7 vidas da Espanha.

## Sinopse
A história gira à volta de Pedro (Jorge Corrula), um rapaz que passou mais de quinze anos em coma. Este entrou no estado de coma profundo, com apenas quinze anos. Aos trinta anos, Pedro acorda, e desperta para um Mundo mudado. Com a (des) ajuda, da sua irmã Raquel (Rita Salema), uma cabeleireira solteirona, do seu amigo convencido, engatatão e com pouca sorte com o sexo feminino, Toni (Jorge Mourato), e claro com a prima recém-chegada da província, Laura (Patrícia Tavares).
Laura tem uma fila de namorados, todos ricos, e com grandes carros. Tem preferência por muita maquilhagem, roupa de marca, perfumes caros, e carros descapotáveis. Pedro (Jorge Corrula), não tem nada disso, mas acaba por se apaixonar por ela. Laura, chega à cidade com um pretexto: Mudar-se. Ser uma pessoa que respeita os valores do amor, e não os valores da conta bancária.
Infelizmente, a luta não vai ser assim tão fácil, e ela acaba por cair nas armadilhas que vai encontrando no seu caminho: Namorados ricos, simpáticos, e com Ferrari, BMW e Mercedes. Lurdes (Teresa Guilherme), acaba por ser um ponto fixo na história: Ela dá conselhos a todos, é cómica, e também muito expriente.
A história chega a um ponto, em que Pedro, reencontra a sua namorada da adolescência, Ana, e Laura (Patrícia Tavares), apercebe-se que ama Pedro, mais do que alguma vez pensou! Está agora disposta a fazer algo para o conquistar.

## Curiosidades
A segunda temporada foi exibida em Janeiro de 2009, no horário das 9h da manhã, registando audiências residuais.
O elenco sofreu alterações na segunda temporada. Patrícia Tavares abandonou a série para protagonizar a novela Jura. Sofia Duarte Silva substitui-a, no papel da menina rica e sensível, e, Maria Vieira (a primeira opção foi Ana Bola, mas entretanto foi escalada para a novela Jura), substitui Teresa Guilherme.
Rui Unas, também é a novidade no seriado. Da formação original restam os três actores, Jorge Corrula (Pedro, o protagonista), Rita Salema (Raquel), e Jorge Mourato (Toni).
Foi adaptada da série original transmitida em Espanha, pela Telecinco através da produtora Globomedia.

## Elenco
- Jorge Mourato
- Maria Vieira (2ª temporada)
- Sofia Duarte Silva (1ª temporada)
- Jorge Corrula
- Patricia Tavares
- Rui Unas (2ª temporada)
- Teresa Guilherme (1ª temporada)
- Rita Salema

### Participações especiais
- Adelaide de Sousa (1ª temporada)
- Pepê Rapazote  (1ª temporada)
- Anabela Teixeira (1ª temporada)
- Sandra Roque (1ª temporada)
- Manuel Marques (2ª temporada)
- António Machado (2ª temporada)
- Diogo Morgado    (2ª temporada)
- Io Appolloni